# Златомрежев, Аркадий Алексеевич
Арка́дий Алексе́евич Златомре́жев (1 января 1852 — 7 ноября 1910, Санкт-Петербург) — священник Русской православной церкви, депутат III Государственной думы от Саратовской губернии.

## Биография
Родился 1 января 1852 года в семье сельского дьякона.
По окончании Саратовской духовной семинарии в 1874 году по второму разряду, был миссионером в селе Синодском Петровского уезда.
В 1876 году, по желанию прихожан, был рукоположен в диаконы церкви села Дворянская Терешка Хвалынского уезда. Одновременно состоял учителем в местной земской школе.
6 мая 1878 года был рукоположен в священники церкви села Мордовская Карагужа того же уезда, а в 1881 году был перемещен в село Адоевщино того же уезда. В 1886 году, по собственному прошению, был перемещен в село Широкий Буерак со званием миссионера.
24 августа 1888 года был перемещен священником Михайло-Архангельской церкви в слободе Котовой Камышинского уезда. Кроме того, с 1886 года состоял членом благочинного совета, а с 1892 года — благочинным 4-го округа Камышинского уезда. Из наград имел знак Красного Креста в память русско-турецкой войны 1877—1878 гг., из церковных наград — набедренник (1883).
На выборах в III Государственную думу был председателем предварительного съезда священнослужителей по Камышинскому уезду. 16 октября 1907 года был избран членом Государственной думы от общего состава выборщиков Саратовского губернского избирательного собрания. Входил во фракцию правых. Состоял членом комиссии по старообрядческим делам. Подписал законопроект «О выдаче пособий крестьянам при переселении на отрубные участки».
Участвовал в работе Союза Михаила Архангела.
Умер 7 ноября 1910 года в петербургском госпитале Евгениевской общины Красного Креста от воспаления спинного мозга. Похоронен на Никольском кладбище Александро-Невской лавры.

## Семья
Был женат на дочери священника Антонине Андреевне (1858—1928), имел 14 детей:
Умерли в младенчестве: Аркаша, Санечка, Манечка, Коленька, Оленька. Взято из письма Таисии вдове Леонида, Анне Сокольской Златомрежевой.
- Дочь — Елизавета (1875—?), замужем за священником, окончила курсы Саратовского епархиального женского училища[2]
- Дочь —  Наталия Аркадьевна в замужестве Соловьёва (1877—около 1920), окончила курсы Саратовского епархиального женского училища, замужем за Михаилом Александровичем Соловьёвым, умерла от тифа[3]
- Сын — Виктор (1879—1940[4]), священник, был репрессирован в 1935 году, приговорен к высылке в Казахстан на 5 лет за антисоветскую агитацию, в 1940 году — к ссылке в Красноярский край на 5 лет по тому же обвинению[5]. Умер в Казахстане.
- Дочь — Ираида (Раичка) (5.03.1882—23.08.1956), окончила курсы Саратовского епархиального женского училища, зубной врач, замужем за Вениамином Дмитриевичем Свечниковым[6][7]
- Дочь — Таисия (1885—?),  замужем за  Петром Ивановичем Львовым[8]
- Сын — Леонид (1888—22.10.1926)[9], оперный певец, артист Народного Дома в Санкт Петербурге, с 1913 по 1917 пел на одной сцене с Ф.И. Шаляпиным. Умер от крупозного воспаления лёгких.
- Сын — Сергей (1893—1915)[3][10], умер от тифа в Кузнецке.
- Сын — Евгений (1896—?), в 1916 году окончил Петроградскую духовную семинарию[3]
- Сын — Владимир (1899—1930), в 1929 году проживал в Москве, в Гнездниковском переулке, и работал шофером-слесарем автобазы ВСНХ. Был арестован 24 октября 1929 года, обвинен в шпионаже и 3 декабря того же года приговорен к ВМН коллегией ОГПУ. Расстрелян 7 января 1930 года, похоронен на Ваганьковском кладбище[11].